# Список глав правительства Белиза
Список глав правительства Белиза включает в себя руководителей правительства Белиза (до 1973 года — Британский Гондурас) со времени создания в стране в 1954 году правительственного кабинета. В настоящее время правительство возглавляет премьер-министр Белиза (англ. Prime Minister of Belize), чьё положение в системе государственной власти определяет конституция, вступившая в силу с провозглашением 21 сентября 1981 года независимости государства.
Глава правительства является лидером партии, имеющей большинство в Палате представителей (нижняя палата, англ. House of Representatives) двухпалатного парламента. Палата избирается на срок 5 лет прямыми выборами по одномандатным округам; этим электоральным периодом определяется срок полномочий правительства, ограничений для повторного формирования кабинета при сохранении парламентского большинства не установлено.
В колониальный период глава кабинета именовался первоначально руководитель государственных дел (1954—1956 гг.), с созданием ответственного перед парламентом правительства — главный министр (1956—1964), с получением самоуправления в 1964 году главой правительства стал премьер (), с провозглашением независимости в 1981 году — премьер-министр ().
Применённая в первом столбце таблиц нумерация является условной. Также условным является использование в первых столбцах цветовой заливки, служащей для упрощения восприятия принадлежности лиц к различным политическим силам без необходимости обращения к столбцу, отражающему партийную принадлежность. В столбце «Выборы» отражены состоявшиеся выборные процедуры, сформировавшие состав парламента, поддерживающий главу правительства.

## Колониальный период (1954—1981)

Флаг (1919—1981)

В коронной колонии Соединённого королевства Британский Гондурас в 1954 году был создан правительственный кабинет, имеющий исполнительные полномочия, значительно ограниченные полномочиями лондонского правительства Её Величества, следующими из конституционного обычая.
Первоначально его возглавлял руководитель государственных дел (англ. Leaders of Government Business), с 1961 года — первый министр Британского Гондураса (англ. First Minister of British Honduras), которым становился лидер победившей на выборах в парламент партии. После получения владением самоуправления в 1964 году главой правительства стал премьер Британского Гондураса (англ. Premier of British Honduras). В 1973 году колония получила название Белиз, поэтому должность главы её правительства стала именоваться Премьер Белиза (англ. Premier of Belize).
|           | Портрет       | Имя (годы жизни) | Полномочия       | Полномочия       | Партия                       | Выборы                                                                        | Должность                                                             | Пр.          |
| Начало    | Портрет       | Имя (годы жизни) | Окончание        |                  | Партия                       | Выборы                                                                        | Должность                                                             | Пр.          |
| --------- | ------------- | --- | ---------------- | ---------------- | ---------------------------- | ----------------------------------------------------------------------------- | --------------------------------------------------------------------- | ------------ |
| 1         |               | Исайя Эллисон Ричардсон (1924—2008) англ. Isaiah Allison Richardson известен как Ли Ричардсон англ. Leigh Richardson | апрель 1954      | 26 сентября 1956 | Народная объединённая партия | 1954                                                                          | руководитель государственных дел англ. Leaders of Government Business | [ 7 ] [ 8 ]  |
| 2 (I—VII) |               | Джордж Кэдл Прайс (1919—2011) англ. George Cadle Price                                                               | 26 сентября 1956 | 7 апреля 1961    | Народная объединённая партия | [ комм. 2 ]                                                                   | руководитель государственных дел англ. Leaders of Government Business | [ 9 ] [ 10 ] |
| 2 (I—VII) | 1957          | Джордж Кэдл Прайс (1919—2011) англ. George Cadle Price                                                               | 26 сентября 1956 | 7 апреля 1961    | Народная объединённая партия |                                                                               | руководитель государственных дел англ. Leaders of Government Business | [ 9 ] [ 10 ] |
| 2 (I—VII) | 7 апреля 1961 | Джордж Кэдл Прайс (1919—2011) англ. George Cadle Price                                                               | 1 января 1964    | 1961             | Народная объединённая партия | первый министр Британского Гондураса англ. First Minister of British Honduras |                                                                       | [ 9 ] [ 10 ] |
| 2 (I—VII) | 1 января 1964 | Джордж Кэдл Прайс (1919—2011) англ. George Cadle Price                                                               | 1 июня 1973      | [ комм. 3 ]      | Народная объединённая партия | премьер Британского Гондураса англ. Premier of British Honduras               |                                                                       | [ 9 ] [ 10 ] |
| 2 (I—VII) | 1 января 1964 | Джордж Кэдл Прайс (1919—2011) англ. George Cadle Price                                                               | 1 июня 1973      | 1965             | Народная объединённая партия | премьер Британского Гондураса англ. Premier of British Honduras               |                                                                       | [ 9 ] [ 10 ] |
| 2 (I—VII) | 1 января 1964 | Джордж Кэдл Прайс (1919—2011) англ. George Cadle Price                                                               | 1 июня 1973      | 1969             | Народная объединённая партия | премьер Британского Гондураса англ. Premier of British Honduras               |                                                                       | [ 9 ] [ 10 ] |
| 2 (I—VII) | 1 июня 1973   | Джордж Кэдл Прайс (1919—2011) англ. George Cadle Price                                                               | 12 сентября 1981 | [ комм. 5 ]      | Народная объединённая партия | премьер Белиза англ. Premier of Belize                                        |                                                                       | [ 9 ] [ 10 ] |
| 2 (I—VII) | 1 июня 1973   | Джордж Кэдл Прайс (1919—2011) англ. George Cadle Price                                                               | 12 сентября 1981 | 1974             | Народная объединённая партия | премьер Белиза англ. Premier of Belize                                        |                                                                       | [ 9 ] [ 10 ] |
| 2 (I—VII) | 1 июня 1973   | Джордж Кэдл Прайс (1919—2011) англ. George Cadle Price                                                               | 12 сентября 1981 | 1979             | Народная объединённая партия | премьер Белиза англ. Premier of Belize                                        |                                                                       | [ 9 ] [ 10 ] |

## Королевство (с 1981)

Флаг (с 1981)

Премьер-министр Белиза (англ. Prime Minister of Belize) является главой правительства после обретения Белизом независимости и вступления в силу 21 сентября 1981 года конституции страны, когда она стала одним из королевств Содружества. В структуре монархии Белиза премьер-министр обладает исполнительными полномочиями власти монарха, который по всем вопросам белизского государства советуется исключительно с министрами правительства Белиза. Представляющий монарха генерал-губернатор назначается по совету премьер-министра; назначение премьер-министром лица, имеющего наилучшие шансы получить парламентскую поддержку, является прерогативой самого генерал-губернатора, а не представляемого им монарха. Титул первой правящей королевы Белиза Елизаветы II Елизавета Вторая, Милостью Божьей, Королева Белиза и других её королевств и территорий, Глава Содружества (англ. Elizabeth the Second, by the Grace of God, Queen of Belize and of Her other Realms and Territories, Head of the Commonwealth) использовался, как правило, когда к ней обращались как к таковой, если монарх находится в Белизе или выполняет обязанности от имени Белиза за его границами (после вступления на престол Карла III неименная основа титула была сохранена).
|           | Портрет       | Имя (годы жизни)                                                                                          | Полномочия       | Полномочия       | Партия                              | Выборы      | Пр.           |
| Начало    | Портрет       | Имя (годы жизни)                                                                                          | Окончание        |                  | Партия                              | Выборы      | Пр.           |
| --------- | ------------- | --- | ---------------- | ---------------- | ----------------------------------- | ----------- | ------------- |
| 2 (VII)   |               | Джордж Кэдл Прайс (1919—2011) англ. George Cadle Price                                                    | 21 сентября 1981 | 17 декабря 1984  | Народная объединённая партия        | [ комм. 7 ] | [ 9 ] [ 10 ]  |
| 3 (I)     |               | Мануэль Амадео Эскивель (1940—2022) исп. Manuel Amadeo Esquivel                                           | 17 декабря 1984  | 17 сентября 1989 | Объединённая демократическая партия | 1984        | [ 12 ] [ 13 ] |
| 2 (VIII)  |               | Джордж Кэдл Прайс (1919—2011) англ. George Cadle Price                                                    | 17 сентября 1989 | 3 июля 1993      | Народная объединённая партия        | 1989        | [ 9 ] [ 10 ]  |
| 3 (II)    |               | Мануэль Амадео Эскивель (1940—2022) исп. Manuel Amadeo Esquivel                                           | 3 июля 1993      | 28 августа 1998  | Объединённая демократическая партия | 1993        | [ 12 ] [ 13 ] |
| 4 (I—II)  |               | Саид Уилберт Муса (1944—) англ. Said Wilbert Musa                                                         | 28 августа 1998  | 7 марта 2003     | Народная объединённая партия        | 1998        | [ 14 ] [ 15 ] |
| 4 (I—II)  | 7 марта 2003  | Саид Уилберт Муса (1944—) англ. Said Wilbert Musa                                                         | 8 февраля 2008   | 2003             | Народная объединённая партия        |             | [ 14 ] [ 15 ] |
| 5 (I—III) |               | Дин Оливер Барроу (1951—) англ. Dean Oliver Barrow                                                        | 8 февраля 2008   | 9 марта 2012     | Объединённая демократическая партия | 2008        | [ 16 ] [ 17 ] |
| 5 (I—III) | 9 марта 2012  | Дин Оливер Барроу (1951—) англ. Dean Oliver Barrow                                                        | 5 ноября 2015    | 2012             | Объединённая демократическая партия |             | [ 16 ] [ 17 ] |
| 5 (I—III) | 5 ноября 2015 | Дин Оливер Барроу (1951—) англ. Dean Oliver Barrow                                                        | 12 ноября 2020   | 2015             | Объединённая демократическая партия |             | [ 16 ] [ 17 ] |
| 6 (I—II)  |               | Хуан Антонио Брисеньо (1960—) исп. Juan Antonio Briceño известен как Джонни Брисеньо англ. Johnny Briceño | 12 ноября 2020   | 13 марта 2025    | Народная объединённая партия        | 2020        | [ 18 ] [ 19 ] |
| 6 (I—II)  | 13 марта 2025 | Хуан Антонио Брисеньо (1960—) исп. Juan Antonio Briceño известен как Джонни Брисеньо англ. Johnny Briceño | действующий      | 2025             | Народная объединённая партия        |             | [ 18 ] [ 19 ] |